# NGC 7126
NGC 7126 este o galaxie situată în constelația Indianul. A fost descoperită în 1835 de către John Herschel. Se află la o distanță de 44,06 de megaparseci de Pământ.